# 노가타정
노가타정(野方町)은 도쿄부 도요타마군에 설치되었던 정이다. 현재의 도쿄도 나카노구 북부에 해당한다.